# Gola dell'Osum
La gola dell'Osum (in albanese Kanioni i Osumit) è una gola fluviale nel sud dell'Albania, vicino alla città di Çorovodë. Il fiume Osum, che attraversa la città di Berat, scorre attraverso la gola.

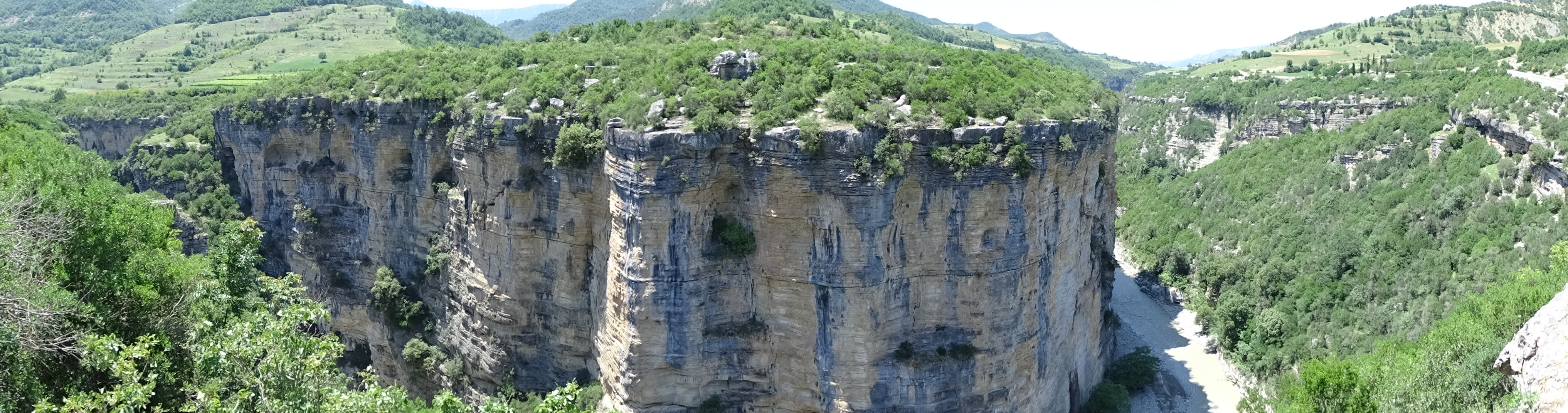
Vista panoramica della gola dell'Osum

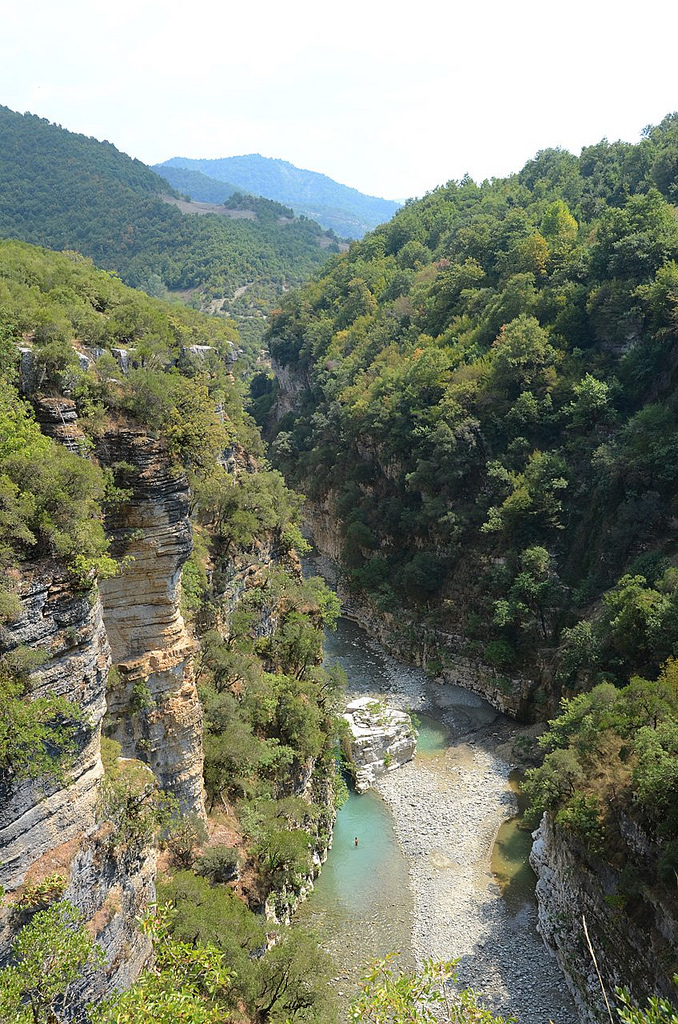
Gola dell'Osum nel distretto di Skrapar

La gola del fiume Osum è una delle attrazioni naturali più spettacolari dell'Albania. Durante la primavera, l'acqua alta dovuta allo scioglimento delle nevi permette di esplorare l'intera lunghezza della gola direttamente dal fiume. Questa stagione è anche ottima per ammirare le numerose cascate presenti nelle gole, che tuonano dall'alto mentre gli esploratori passano sotto di esse a bordo di barche. Le rapide sono di Classe II, quindi non è necessaria esperienza precedente in acque bianche per affrontarle. Verso la fine dell'estate, quando il livello dell'acqua è più basso, la gola non è completamente navigabile, ma offre comunque diverse opportunità per fare passeggiate e nuotare in varie pozze e ruscelli.
I bordi della gola ospitano un ecosistema insolito che mantiene la vegetazione su entrambi i lati invariata durante tutto l'anno. Arbusti mediterranei come l'erica e il rovo prosperano accanto a una ricca varietà di flora e fauna. Sulle pendici della gola, l'erosione ha scolpito pareti rocciose con piccole grotte. Alcune delle formazioni rocciose presenti nella gola hanno nomi suggestivi come la Cattedrale, l'Occhio e la Porta del Demone.
La gola si estende per 26 km a un'altitudine di 450 m. La sua formazione, avvenuta tra 2 e 3 milioni di anni fa, è il risultato dell'incessante lavoro erosivo dell'acqua. Lungo tutto il suo percorso, si trovano numerosi passaggi sotterranei e grotte ancora inesplorate. Si suppone che in tempi antichi il fiume scorresse sottoterra, ma l'erosione ha gradualmente eliminato la roccia sovrastante, plasmando così l'attuale conformazione della gola. Lungo il suo corso, inciso dalle acque del fiume Osum su entrambi i lati, si trovano deflussi provenienti da vari villaggi, che si riversano in una scenografica catena rocciosa. Sulle pendici della gola, l'azione erosiva ha scolpito una catena rocciosa, fra le più rare e suggestive delle gole albanesi. 
Gli abitanti locali tramandano molte leggende interessanti, tra cui quelle di Mulliri i Babait, Vrima e Nuses e Sant'Abaz Ali.
La gola è composta da sei sezioni strette, che variano da 1,5 m di larghezza nel letto del fiume fino a 35 m di larghezza sui lati più alti della gola.